# Mięsień łopatkowo-gnykowy

Mięsień łopatkowo-gnykowy

Mięsień łopatkowo-gnykowy (łac. musculus omohyoideus) – w anatomii człowieka parzysty, długi, płaski i cienki mięsień szyi, zaliczany do grupy mięśni podgnykowych. 
Rozpoczyna się na górnym brzegu łopatki i więzadle poprzecznym łopatki, u góry zaś na trzonie kości gnykowej. Blaszka przedtchawicza powięzi szyi sięga bocznie do brzegów tego mięśnia, zawijając się na nim – toteż kurcząc się napina on tę blaszkę, przez co zmniejsza jej nacisk na żyłę szyjną wewnętrzną. Mięsień składa się z dwóch brzuśców, górnego i dolnego (łac. venter superior, venter inferior), rozdzielonych ścięgnem pośrednim (łac. tendo intermedius). Ścięgno to przechodzi do tyłu za mięśniem mostkowo-obojczykowo-sutkowym. Brzusiec dolny mięśnia łopatkowo-gnykowego dzieli trójkąt boczny szyi na trójkąt łopatkowo-obojczykowy i trójkąt łopatkowo-czworoboczny.
Unaczyniony jest od tętnic tarczowych: dolnej i górnej, a unerwiony poprzez pętlę szyjną.
Razem z innymi mięśniami podgnykowymi swoim działaniem obniża lub ustala kość gnykową.